# Renata Maciel
Renata Maciel (11 de fevereiro de 1981, Florianópolis) é uma modelo brasileira.
Começou a sua carreira com desfiles da Morumbi Fashion em 1997, ano quando também foi o rosto da marca jovem Triton.
Foi capa de revistas internacionais de moda, como a Elle australiana e a portuguesa, a Marie Claire alemã, a Donna italiana e a Woman espanhola. 